# Endococcus matzeri
Endococcus matzeri är en lavart som beskrevs av D. Hawksw. & Iturr. 2006. Endococcus matzeri ingår i släktet Endococcus, klassen Dothideomycetes, divisionen sporsäcksvampar och riket svampar.   Inga underarter finns listade i Catalogue of Life.